# Мюнхен Баронс
«Мюнхен Баронс» (нім. München Barons) — хокейний клуб з міста Мюнхен, Німеччина. Заснований у 1999 році, влітку 2002 року через фінансові проблеми переїхав до Гамбурга і став називатися Гамбург Фрізерс. Свої домашні матчі команда проводила на Olympia-Eissportzentrum.

## Історія
«Мюнхен Баронс» створений 1 червня 1999 року. У середині червня були представлені назва та логотип клубу. Лідери нового хокейного клубу з Мюнхену планують мати бюджет у вісім мільйонів марок.
Незважаючи на повільний старт, команда в першому сезоні займає друге місце після Кельнер Гайє набравши в чемпіонаті 109 очок. Шейн Пікок став найкращим бомбардиром з 52 очками та найкращим захисником ліги. У плей-оф в чвертьфіналі здобули перемогу над «Франкфурт Ліонс» 3:0, в півфіналі здолали Кассель Хаскіс 3:0. В фіналі «барони» зустрілися з «Кельнер Гайє» та перемогли 3:1 (3:5, 3:2, 3:0, 4:3). Незважаючи на успіх відвідуваність була нижча, ніж очікувалась (основний раунд: 2800 глядачів; плей-оф: 4900 глядачів). 
У сезоні 2000/2001 років, баварський клуб посідає 3 місце після основного раунду. У плей-оф «барони» послідовно перемогають у чвертьфіналі хокейний клуб з Обергаузена 3:0, в півфіналі Кассель Хаскіс 3:0. У фіналі зустрічаються з «Адлер Мангейм» і програють 1:3 (1:4, 4:1, 1:2, 1:2). Попри такий успіх новачка, кількість глядачів не збільшується. 
Сезон 2001/02 років «Мюнхен Баронс» регулярний чемпіонат завершує на першому місці услід за ними розташувався «Адлер Мангейм». В чвертьфіналі переграють хокейний клуб Аугсбург 3:1. У півфіналі поступились майбутнім чемпіонам Кельнер Гайє 2:3 (2:1, 2:3, 3:4, 5:2, 1:2 “Б”). Незважаючи на деяке збільшення глядацької аудиторії 3 червня 2002 року оголошено, що з фінансових причин клуб змушений переїхати в Гамбург. З 2002 року «Мюнхен Баронс» грає під назвою Гамбург Фрізерс у Німецький хокейній лізі.

## Досягнення
- Чемпіон Німеччини — 2000 року.
- Віце-чемпіон Німеччини — 2001 року.

### Чемпіони Німеччини 2000 року
- Воротарі: Крістіан Кюнаст, Йохен Леманн, Боріс Руссон
- Захисники: Кент Фернс, Джейсон Хертер, Маркус Йохер, Ганс Лодін, Крістофер Луонго, Шейн Пікок, Брент Северин, Хейко Шмазал
- Нападники: Петер Абштрайтер, Майк Кассельман, Петер Дуріс, Томас Грайлінгер, Йорґ Хандрік, Філ Губер, Вейн Хайнс, Роберт Джойс, Майк Кеннеді, Ярі Корпісало, Білл МакДугалл, Юхан Розен, Александер Серіков, Пелле Свенссон, Боб Свіні, Саймон Уїлдон, Свенд Віле
- Тренер: Шон Сімпсон